# 岩手県交通大船渡営業所

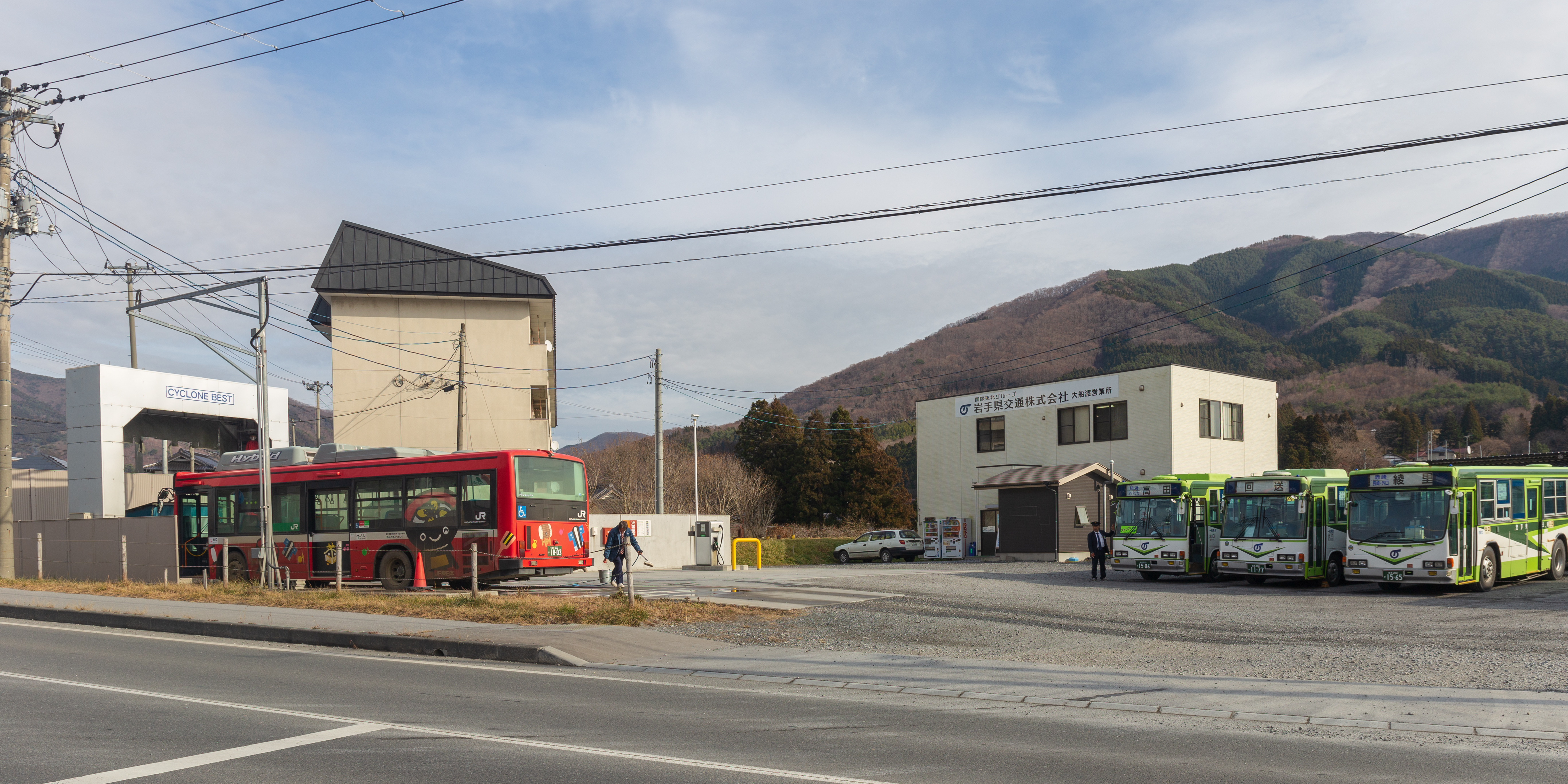
営業所外観（2018年12月23日）

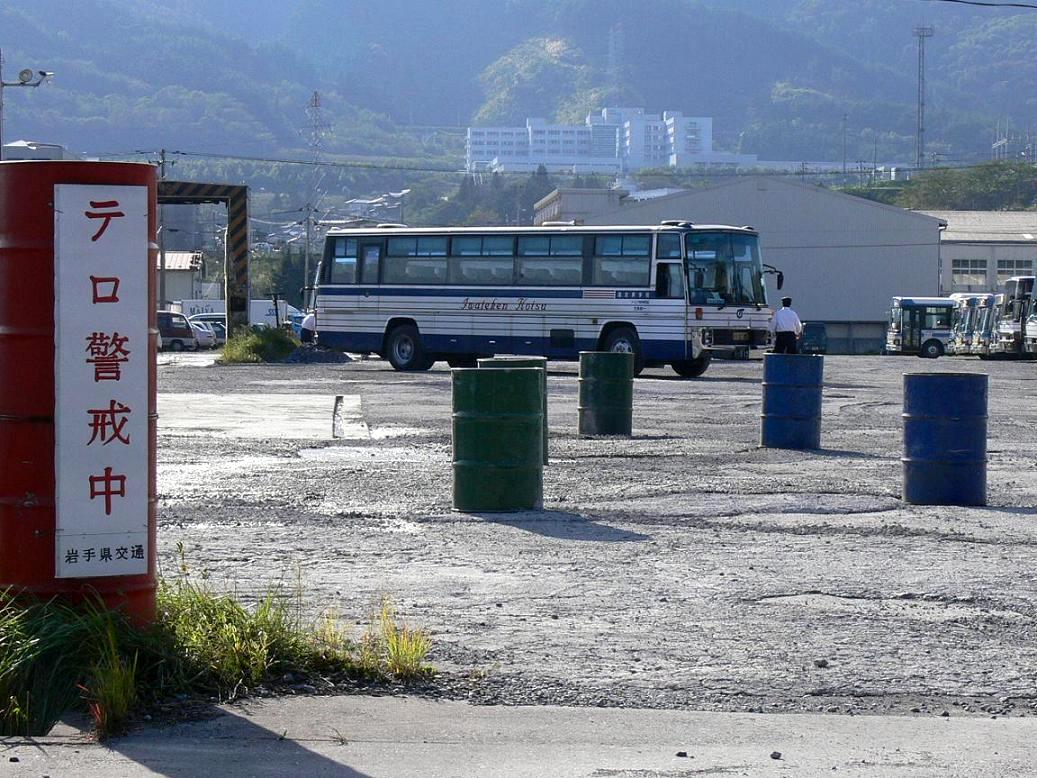
東日本大震災前の営業所（2006年10月9日）

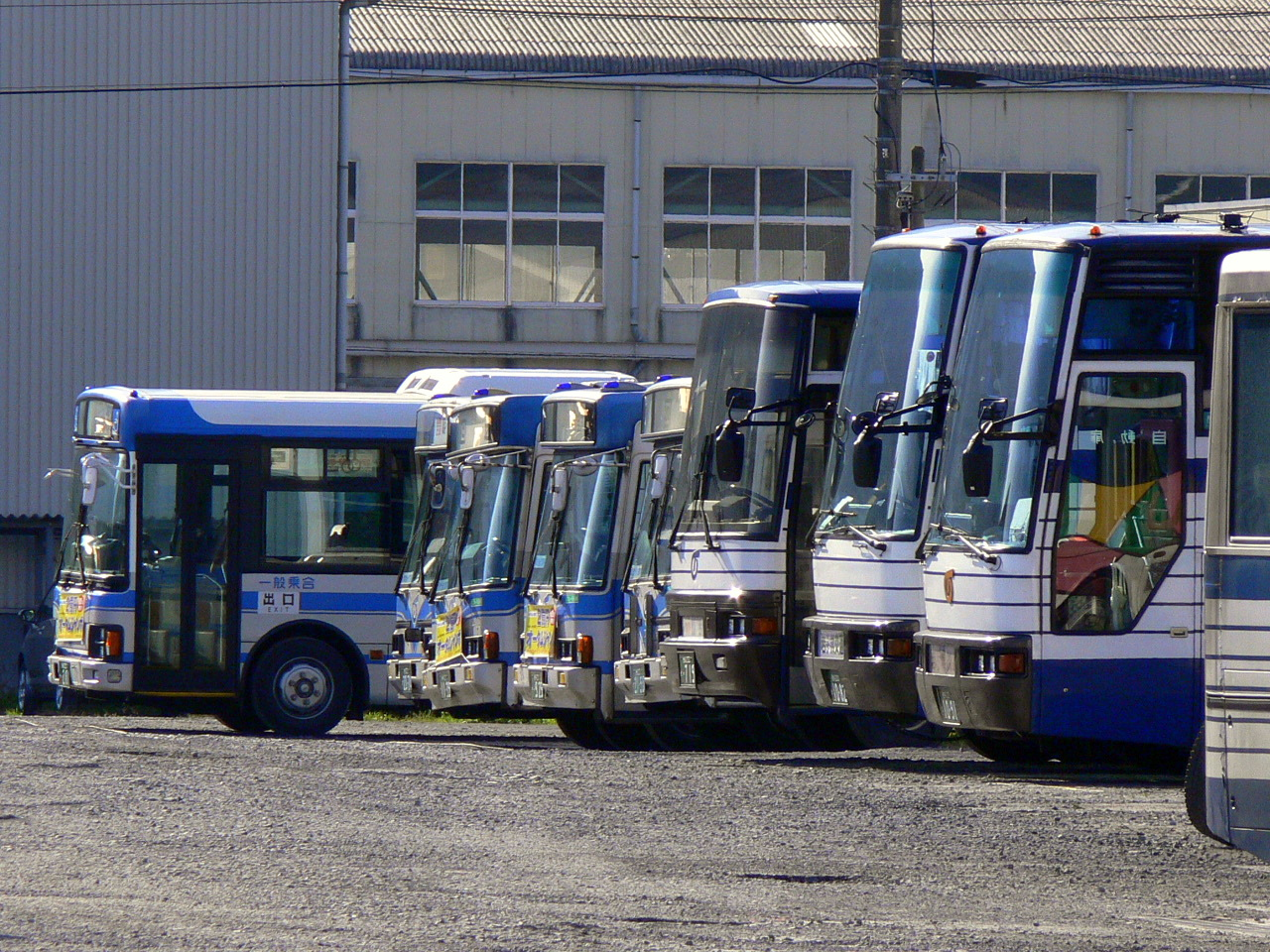
東日本大震災前の営業所にて並ぶバス（2006年10月9日）

岩手県交通大船渡営業所（いわてけんこうつうおおふなとえいぎょうしょ）は、岩手県大船渡市にある岩手県交通の営業所である。

## 所在地
- 岩手県大船渡市立根町関谷63-14

以前は岩手県大船渡市大船渡町堀川36-16にあったが、東北地方太平洋沖地震（東日本大震災）による津波被害を受けたため現在の場所に移転した。旧営業所敷地は整備工場および待機場・廃車置場としてその後も使用され、乗務員用スタフ（運転時刻表）には「堀川」として表記されていたが、2014年限りで閉鎖されている。

## 車両
いすゞ車が主に使用されている。震災による津波で被災して廃車になった車両が発生したため、2011年以降に国際興業バスから移籍した車両の割合が高い。震災復興支援として都営バスから移籍した車両や、元東京空港交通のリムジンバス（いずれも日産ディーゼル）も在籍している。

## 沿革
- 1949年（昭和24年）4月 - 岩手県南自動車（後の岩手県南バス）気仙営業所として開所[1]。
- 1976年（昭和51年）6月1日 - 合併により岩手県交通大船渡営業所となる。
- 2004年（平成16年）4月1日 - 管内の運転業務および車両管理業務を子会社の早池峰バスに委託（2007年3月31日まで）。

2000年代に高田営業所を統合し、高田バスターミナルを設置。
- 2011年（平成23年）
  - 3月11日 - 東北地方太平洋沖地震（東日本大震災）による津波で営業所が被災、車両9台が流失・廃車。
  - 4月4日 - 無料での運行を再開[2]。
  - 9月5日 - 全路線を100円均一とする[3]。
  - 10月17日 - 全路線の料金体系を震災前と同じに戻す[3]。
- 2013年 - 高田支所を設置。
- 2025年（令和7年）2月5日 - 管内の路線に地域連携ICカードである「Iwate Green Pass」を導入[4]。

## 所管路線

### 高速バス
- 仙台 - 大船渡線

### JR大船渡線BRT
JR東日本から受託。高田支所と共管。

### 一般路線バス
東日本大震災にて高田バスターミナルが被災し全壊したため、その後運行再開した陸前高田市内の路線についても当営業所で管轄している。なお震災後に開設された高田支所はBRT受託に特化した営業所であり、一般路線バスの運行には関与していない。

#### 盛岡大船渡線
運行経路
主要停留所のみ掲載。詳細は大船渡･盛岡線 バス時刻表を参照。
- 遠野駅経由
  - 盛岡バスセンター - 県庁・市役所前 - 盛岡駅前 - 日赤前 - 都南営業所 - 乙部境 - 佐比内 - 大迫バスターミナル - 米田交差点 - 遠野駅前 - 坂本口 - 世田米駅前 - 田代屋敷 - 日頃市駅前 - サンリアショッピングセンター - 大船渡駅前
- 荷沢峠経由
  - 盛岡バスセンター - 県庁・市役所前 - 盛岡駅前 - （盛岡南IC） - （東北自動車道・釜石自動車道経由） - （東和IC） - 道の駅とうわ（盛岡行乗車、大船渡行降車のみ） - （東和IC） - （釜石自動車道経由） - （宮守IC） - 荷沢峠 - 世田米駅前 - 田代屋敷 - 日頃市駅前 - サンリアショッピングセンター - 大船渡駅前

全ての便が大船渡営業所担当である。ただし、2013年3月 - 6月頃の短期間、一部便の運行を矢巾営業所で肩代わりすることとなり、一部車両が同所へ貸出された。
泊まりダイヤ（夜盛岡着 - 松園営業所滞泊 - 翌朝盛岡発）となる運用が存在し、泊まり明けの松園営業所→盛岡駅は「盛岡駅松園線」として運行される。
2枚綴りの回数乗車券設定（大船渡 - 盛岡、遠野 - 盛岡）設定がある。荷沢峠経由を利用する場合には追加料金が必要。盛岡バスセンター - 盛岡駅間における定期券利用は一般定期券のみ利用可能である他、「Iwate Green Pass」で発行されるIC定期券は盛岡バスセンター - 乙部境間のみで利用可能。IGRいわて銀河鉄道が発売している企画乗車券は利用できない。世田米駅前で接続する陸前高田住田線との乗継回数割引乗車券も設定されている。
田代屋敷 - 盛駅前間は岩手開発鉄道日頃市線の代替バスとしての機能も有している。
沿革
- 1955年（昭和30年）4月：岩手県南自動車（後の岩手県南バス）・岩手中央バス・東部バス3社の請願の末[6]、岩手県南自動車によって運行開始[7]。
- 1976年（昭和51年）6月1日：合併によって岩手県交通の路線となる。
- 2007年（平成9年）12月3日：5往復中2往復が遠野経由となる。
- 2010年（平成12年）4月1日：全便遠野経由となり、荷沢峠経由便が一旦廃止。
- 2011年（平成23年）7月19日：現在の運行ルートとなり荷沢峠経由の運行を1往復で再開。荷沢峠経由盛岡行の終点が県立中央病院前に延伸。また大船渡側の終点が県立大船渡病院となり、市内中心部へは入らなくなる。
- 2014年（平成26年）9月20日：荷沢峠経由の便を高速道路経由とし、所要時間を短縮[8]。
- 2022年（令和4年）7月1日：1往復を釜石経由に変更し、岩手医大病院まで延伸[9][10]。
- 2023年（令和5年）4月1日：釜石経由便（岩手医大病院前発着）を廃止するとともに、県立中央病院前への乗り入れ（荷沢峠経由）も終了[11]。

#### 一関大船渡線
主要停留所のみ記載。

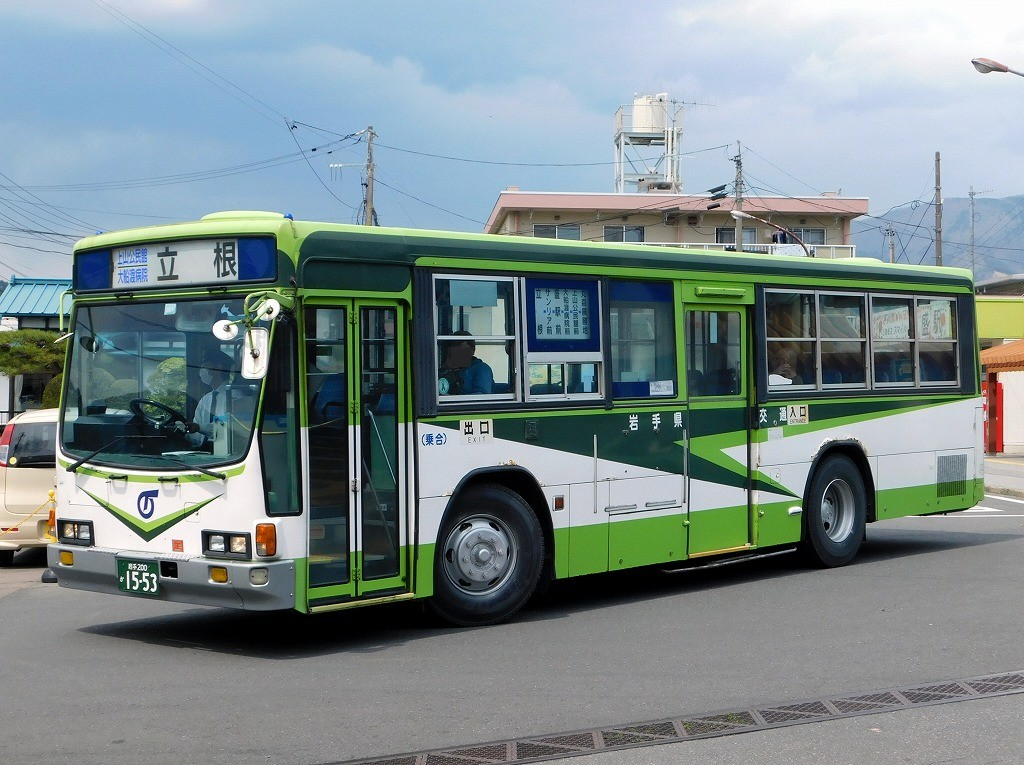
大船渡営業所の路線バス車両（盛駅前にて）

- 一関駅前 - 薄衣 - 千厩駅前 - 千厩バスターミナル - 小梨駅前 - 室根山登山口 - 新月駅前 - 新月パーキング - 気仙沼駅前 - 気仙沼市役所前 -（三陸沿岸道路）- 大沢 - 陸前高田駅 - （三陸沿岸道路） - 大船渡駅前 - サンリアショッピングセンター前 - 権現堂 - 大船渡東高校前 - 立根

1日1往復。新月パーキングで5分間の休憩を行う。フリー乗車券は利用できない。 

#### 大船渡住田線
- 県立大船渡病院 - 盛駅前 - サンリアショッピングセンター - 日頃市駅前 - 地域医療センター - 世田米駅前 - 川口 - 住田高校前
- 盛駅前 - サンリアショッピングセンター - 日頃市駅前 - 地域医療センター - 世田米駅前 - 川口 - 住田高校前

急行盛岡大船渡線のうち、荷沢峠回りの便と同じ区間を運行する。こちらも急行盛岡大船渡線同様にサンリアショッピングセンター - 田代屋敷間で岩手開発鉄道日頃市線の代替バスの役割を担っている。2009年10月1日のダイヤ改正時より、川口 - 大股中井間で自由乗降区間が採用されている。県立大船渡病院発着便は平日のみ運行で、土・日・祝日は盛駅前発着。
2020年10月1日ダイヤ改正以前は中井線として住田高校前から先、小股を経て大股中井まで運行していたが、同改正を持って住田高校前から先は廃止され、住田町コミュニティバス（曜日限定運行）に移管された。
2024年4月1日ダイヤ改正より平日のみ運行となった

#### 立根田谷線
- 立根 - 菅生 - 長洞仮設住宅 - サンリアショッピングセンター - 盛駅前 - 県立大船渡病院

平日のみ運行。

#### 丸森立根線
- 立根 - 大船渡東高校前 - サンリアショッピングセンター - 盛駅前 - 県立大船渡病院 - 上山公民館 - おさかなセンター三陸前 - 大船渡温泉

#### 碁石線
- 立根 - 大船渡東高校前 - サンリアショッピングセンター - 盛駅前 - 県立大船渡病院 - 商人橋 - おさかなセンター三陸前 - 細浦駅前 - 碁石海岸

#### 綾里外口線
- 立根 - 大船渡東高校前 - サンリアショッピングセンター - 盛駅前 - 県立大船渡病院 - 中赤崎 - 下永浜 - 外口 - 合足 - 綾里駅前

### 一般路線バス（2011年3月11日まで）

#### 急行盛岡大船渡線
- 盛岡バスセンター - 県庁・市役所前 - 盛岡駅前  - 日赤前 - 都南営業所 - 大迫バスターミナル - 米田交差点（トイレ休憩あり）- 遠野駅前 - 世田米駅前 - 田代屋敷 - 日頃市駅前 - サンリアショッピングセンター - 盛駅前 - 大船渡駅前 - 大船渡（須崎） - 道の駅高田松原（夏期のみ）

夏休み期間中、1往復が須崎 - 道の駅高田松原間を延長し、「海水浴バス」として運行されていた。
かつてはバスカード専用の盛岡 - 大船渡間特急バスも存在した。こちらでは現金精算はできずバスカードしか利用できなかったため、乗車にはあらかじめバスカードを購入する必要があった。

#### 大股線
- 県立大船渡病院 - サンリアショッピングセンター - 日頃市駅前 - 田代屋敷 - 世田米駅前 - 川口 - 小股 - 中井

#### 大船渡市内線
- （各方面から - ）須崎 - さかり権現堂 - 立根（ - 各方面へ）

#### 碁石線
- 立根 - サンリアショッピングセンター（県立大船渡病院←） - 須崎 - 下船渡駅前 - 細浦駅前 - 碁石海岸

上り便の一部には、碁石海岸発県立大船渡病院行きが設定されていた。

#### 県立病院上山線
- （大股<中井>/北里大学のいずれかから - ）須崎 - 商人橋 - 富沢 - 県立大船渡病院

#### 県立病院市内線
- （各方面から - ）須崎 - 地ノ森 - 盛駅前 - サンリアSC - 県立大船渡病院

#### 県立病院佐野線
- 県立大船渡病院（須崎） - 盛駅前 - サンリアショッピングセンター - 大船渡高校入口 - 佐野 - 中赤崎 - 下永浜

一部、県立大船渡病院ではなく須崎を始発とする便も設定されていた。

#### 崎浜線
- 県立大船渡病院 - 須崎 - サンリアショッピングセンター - 立根 - 小峠 - 越喜来浦浜 - 北里大学

北里大学海洋生命科学部三陸キャンパスが東日本大震災による津波で被災したことに伴い運休。

#### 長崎線
- （県立大船渡病院/立根 - ）さかり権現堂 - 須崎 - 中赤崎 - 下永浜 - 下蛸の浦 - 長崎（外口）（ - 合足）

#### 五葉温泉線・甲子線
- 県立大船渡病院（須崎） - 盛駅前 - さかり権現堂 - 長安寺 - 関谷（農協日頃市支所前） - 下甲子 - 五葉温泉

#### 高田線
- 高田駅前 - 高田高校前 - 三日市 - 細浦駅前 - 下船渡駅前 - 須崎 - さかり権現堂 - 県立大船渡病院前 - 立根

高田バスターミナルと共管。

#### 通岡線
- 高田駅前 - 高田高校前 - 通岡峠 - 下船渡（宮ノ前） - 須崎 - さかり権現堂 - （ → 県立大船渡病院前 → ）立根

高田バスターミナルと共管。

## 廃止路線

### 特急大船渡水沢線
主要停留所のみ掲載。
- 須崎 - さかり権現堂 - 日頃市駅 - 世田米駅前 - 川口 - 小股 - 大股（中井） - 種山 - 水沢江刺駅 - 水沢駅前

一時は路線廃止が予定されていたが、関係市町村との協議により存続していた。しかし2006年3月31日をもって運行を終了し、廃止された。

### 釜石大船渡線
- 上大畑 - 県立釜石病院 - 釜石営業所 - 教育センター - 釜石駅前 - 岩手銀行前 - 上平田 - 平田第6仮設前 - 小白浜 - 荒川 - 白木沢大橋 - 吉浜出張所 - 越喜来浦浜 - 立根 - 大船渡東高校前 - サンリアショッピングセンター前 - 県立大船渡病院

釜石営業所との共管。吉浜線（県立大船渡病院 - 吉浜出張所間）を釜石側に延伸して運行、三陸鉄道南リアス線の代行輸送ルートにもなっていた。三陸鉄道南リアス線全線復旧のため2014年4月5日に運行を終了。運賃の上限が1,050円に設定されていた。
上大畑 - 荒川間は釜石まるごとコミュニティバスの一部として運行されるが、荒川－県立大船渡病院間は広域路線バス（通常の路線バス）として運行されていた。越喜来浦浜 - 立根間は三陸沿岸道路を運行する。

### 日頃市線
- 県立大船渡病院 - サンリアショッピングセンター - 長安寺 - 農協日頃市支所前 - 五葉温泉

2014年10月1日から運行を休止していたが、2015年4月1日から運行を再開。しかし、同年9月30日の運行をもって廃止。全便日祝日運休であった。

### イオンSuC陸前高田線
- 細浦駅 - 末崎保育園前 - 柳沢 - イオンSuC陸前高田 - 竹駒駅前

2014年10月1日運行開始。土休日運休。現在イオンスーパーセンター陸前高田には陸前高田住田線、小黒山経由生出線が乗り入れる。

### 崎浜線
- 県立大船渡病院 - 盛駅前 - サンリアショッピングセンター - 立根 - 越喜来浦浜 - 鳥頭 - 崎浜

2020年3月31日の運行をもって廃止。

### 細浦経由高田線
- 竹駒駅前 - 陸前高田市役所前 - 陸前高田駅 - アバッセたかた前 - 松峰 - 三日市 - 細浦駅前 - 丸森展勝地 - おさかなセンター三陸前 - 商人橋 - 県立大船渡病院 - 盛駅前 - サンリアショッピングセンター前 - 大船渡東高校前 - 立根

運行を再開した際にルート変更が行われ、通岡線と統合された。
2022年12月29日の運行をもって廃止された。

### 陸前高田住田線
- イオンスーパーセンター陸前高田 - 高田病院前 - 高田高校前 - 陸前高田市役所前 - 竹駒駅前 - 岩手横田 - 窪田 - 地域診療センター - 世田米駅前 - 川口 - 住田高校前

大船渡と盛岡を結ぶ急行盛岡大船渡線と世田米駅前での乗継ぎを考慮したダイヤ・運賃設定となっていた。
沿革
- 1947年（昭和22年）2月：国鉄バス遠野本線陸前高田 - 遠野間52 km開業。
- 2004年（平成16年）4月1日：JRバス遠野本線（陸前高田 - 遠野）廃止。岩手県交通が陸前高田 - 岩手八日町間で代替運行開始。
- 2010年（平成22年）4月1日：川口 - 岩手八日町間が廃止、住田側の起終点を住田高校前に変更。
- 2022年（令和4年）10月3日：平日のみ運行となり[16]、土曜日運行便に限り、住田町コミュニティバスに転換[17]。
- 2024年（令和6年）4月1日：全区間廃止[12]、陸前高田市路線バスに転換[18]。